# Supercoppa del Belgio 1996
La Supercoppa del Belgio 1996 (in francese Supercoupe de Belgique, in fiammingo Belgische Supercup) è stata la 17ª edizione della Supercoppa del Belgio di calcio.
La partita fu disputata dal Club Bruges, vincitore del campionato, e dal Cercle Bruges, finalista perdente della coppa (vinta proprio dal Club Bruges).
L'incontro si giocò il 22 gennaio 1997 allo Stadio Jan Breydel di Bruges e vide la vittoria del Club Bruges, al suo ottavo titolo.

## Tabellino
| Arbitro: | Marcel Javaux |

|                                                                 |           |                              |
| Verheyen 18’ Borkelmans 33’ Eric Addo 45’, 51’ Danilevičius 76’ | Marcatori | 17’ (rig.) Torma 53’ Kooiman |